# 佩朗希
佩朗希（法語：Pérenchies，法語發音：[peʁɑ̃ʃi]）是法国上法蘭西大區北部省的一个市镇，属于里尔区和里尔欧洲都会区，位于里尔市区西北。

## 地理
佩朗希（50°40'5"N, 2°58'21"E）面积3.03 平方千米，位于法国上法蘭西大區北部省，该省份为法国最北部的省份及最长的省份，西北濒北海，西接加来海峡省，南至埃纳省和索姆省，东与比利时接壤。
与佩朗希接壤的市镇（或旧市镇、城区）包括：韦尔兰盖姆、弗勒兰吉安、乌普利讷、里尔、隆普雷、普雷梅克、卡潘盖姆。
佩朗希的时区为UTC+01:00、UTC+02:00（夏令时）。

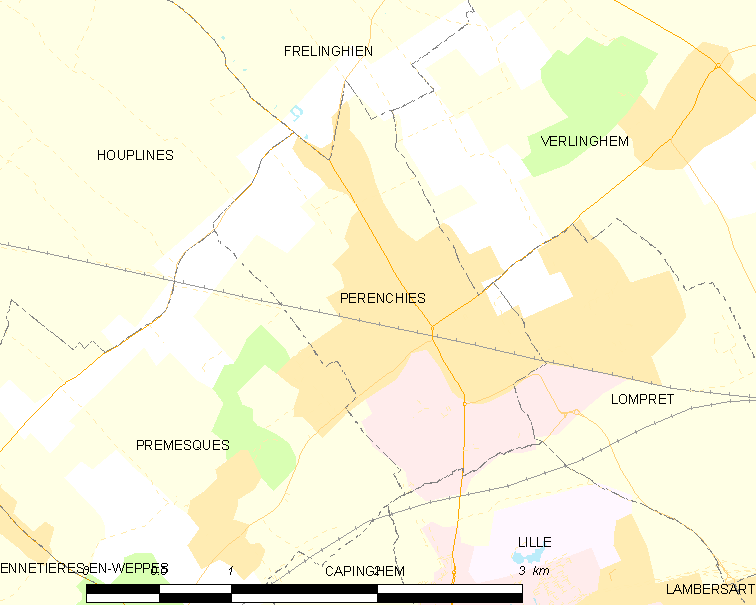
佩朗希的OSM定位图

## 行政
佩朗希的邮政编码为59840，INSEE市镇编码为59457。

## 政治
佩朗希所属的省级选区为阿尔芒蒂耶尔县。

## 人口

1962-2008年间佩朗希人口变化图示

佩朗希于2022年1月1日时的人口数量为8487人。